# Aurélie Filippetti
Aurélie Filippetti (født 17. juni 1973 i Villerupt) er en fransk politiker fra Parti Socialiste. 
Den 16. maj 2012 udnævntes hun til kulturminister i Regeringen Jean-Marc Ayrault.